# تونو ویل
شهر تونو ویل (به فرانسوی: Tenneville) در شهرستان مرش‌آن‌فمن در استان لوکزامبورگ در منطقه فدرال والوون در کشور بلژیک واقع شده‌است.